# Christian Jank
Christian Jank (Monaco di Baviera, 15 luglio 1833 – Monaco di Baviera, 25 novembre 1888) è stato un pittore e architetto tedesco, noto in particolar modo per aver disegnato il Castello di Neuschwanstein per il re Ludovico II di Baviera.

## Vita ed opere

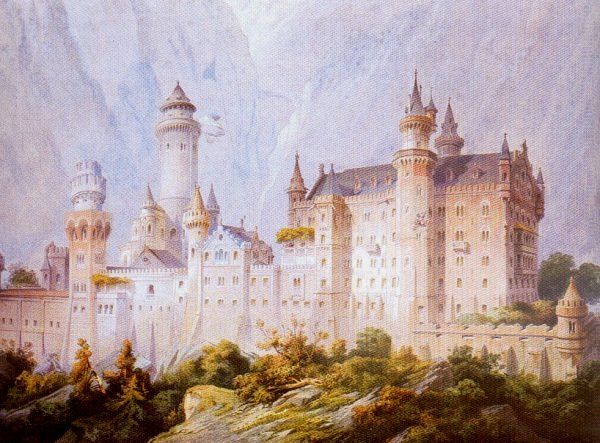
Progetto per il castello di Neuschwanstein (1869)

Jank nacque il 15 luglio 1833 a Monaco, capitale della Baviera.
Egli iniziò la sua carriera di pittore come decoratore di scenari per teatri e nello specifico egli venne coinvolto nella realizzazione di alcuni fondali per il Lohengrin di Richard Wagner. Il suo lavoro attirò l'interesse di Ludovico II, il quale gli commissionò di creare un'idea concettuale per il suo progetto architettonico di un castello ispirato completamente alle saghe mitologiche nordiche ed alle opere di Wagner. L'istorismo di Jank gettò quindi le basi per la nascita del Castello di Neuschwanstein, che venne costruito a partire dal 1869 dall'architetto Eduard Riedel e poi da Georg von Dollmann. Jank venne coinvolto nel restauro e nella decorazione degli interni del Palazzo di Linderhof. Il suo progetto per il Castello di Falkenstein non venne mai messo in pratica per la morte del re nel 1886.
Jank stesso morì a Monaco di Baviera il 25 novembre 1888.